# David Dunn
David John Ian Dunn, né le 27 décembre 1979 à Great Harwood (Lancashire), est un footballeur international anglais évoluant au poste de milieu de terrain.

## Carrière en club
Né dans une ville située à 7 kilomètres de Blackburn, c'est tout naturellement avec les Rovers que David Dunn fit ses débuts, tout d'abord avec un contrat de stagiaire, à partir de 1997. Il joua son premier match avec Blackburn le 26 septembre 1998, contre Everton, pour un résultat de 0-0. Lors de ce match, il était rentré à la 70e minute, mais dut sortir 11 minutes plus tard, à cause d'un remplacement rendu nécessaire par l'expulsion d'un joueur de Blackburn.
Il inscrivit son premier but pour Blackburn le 26 février 1999 lors d'une victoire 3-1 contre Aston Villa. À la suite de cette saison (1999-2000), Blackburn et David Dunn furent relégués en Football League Championship (équivalent à la Ligue 2 en Angleterre et qui, en 2000, s'appelait la First Division).
David Dunn réalisa alors une saison jugée par beaucoup d'observateurs comme sa meilleure et aida le club à remonter en Premier League après une seule saison à l'étage inférieur. Lors de la saison 2001-2002, Dunn réalisa aussi de grandes performances, couronnées par la victoire en League Cup à la suite de la finale remportée 2-1 contre Tottenham.
Les commentateurs anglais parlaient alors de Dunn comme du nouveau Paul Gascoigne, en référence à son flair et son habileté technique. C'est à ce moment qu'il reçut sa première sélection en équipe d'Angleterre, en septembre 2002, en remplacement de Kieron Dyer.
Mais être tombé en disgrâce auprès du manager de Blackburn, Graeme Souness, David Dunn et celui-ci se sont mis d'accord pour un transfert à l'été 2003.
Blackburn refusa tout d'abord de nombreuses offres, jugées trop faibles, avant d'accepter une offre de Birmingham City d'un montant de 5,5 millions de livres sterling. Il rejoignit donc le club de Birmingham à l'orée de la saison 2003-2004, pour un contrat de 4 ans.
Ses débuts avec son nouveau club furent couronnés de succès, car lors de son premier match, le 16 août 2003, il inscrivit le seul but du match lors d'une victoire 1-0 contre Tottenham. Malheureusement, une blessure le priva de la deuxième partie de la saison et il ne put effectuer son retour que lors de la saison 2004-2005. Par la suite, il connut des résurgences de cette blessure, ce qui lui causa de nombreuses périodes d'absence lors de saison suivante. À la fin de celle-ci, Birmingham City était relégué alors même que David Dunn n'avait pas pu participer à la lutte pour le maintien à cause de ses blessures.
David Dunn commença alors la saison 2006-2007 en Football League Championship avec Birmingham City, avant de rejoindre la Premier League et de nouveau Blackburn en janvier 2007 lors du mercato d'hiver, faisant exactement le chemin inverse de son premier transfert, mais pour un montant cette fois-ci de 2,2 millions de livres sterling.
Ce transfert avait fait couler beaucoup d'encre en Angleterre car David Dunn devait en principe rejoindre le club de Bolton, ayant même passé les tests médicaux. Ce n'est qu'au dernier moment qu'il changea sa décision et choisit Blackburn. Le manager de Bolton, Sam Allardyce, a condamné très fortement l'attitude du joueur à cette occasion.
Toutefois, ces péripéties, liées au fait que Dunn est originaire de la région et de son passé avec le club, lui ont donné une aura formidable auprès des supporteurs des Rovers, pour qui il est un des joueurs préférés. David Dunn a rejoué son premier match avec les Blackburn le 3 février 2007 contre Sheffield United avec à la clé une victoire 2-1.
À l'issue de la saison 2014-15, il est libéré par Blackburn Rovers. Le 30 juillet 2015 il rejoint Oldham Athletic.

## Carrière internationale
David Dunn est sélectionnable pour l'équipe d'Angleterre de football et a même connu une sélection, le 7 septembre 2002 lors d'un match amical face au Portugal. Il a par ailleurs connu 20 sélections pour la sélection espoirs de son pays. Il n'a plus connu d'autres sélections depuis.

## Palmarès
- Vainqueur de la League Cup en 2002 avec les Blackburn Rovers